# Нтенгатенга
Нтенгате́нга (англ. Nthengatenga) — вища традиційна громада у складі дистрикту Читіпа Північного регіону Малаві.
Населення — 10410 осіб (2018).